# Konklave 1521–1522

Wappen des Kardinalkämmerers während der Sedisvakanz

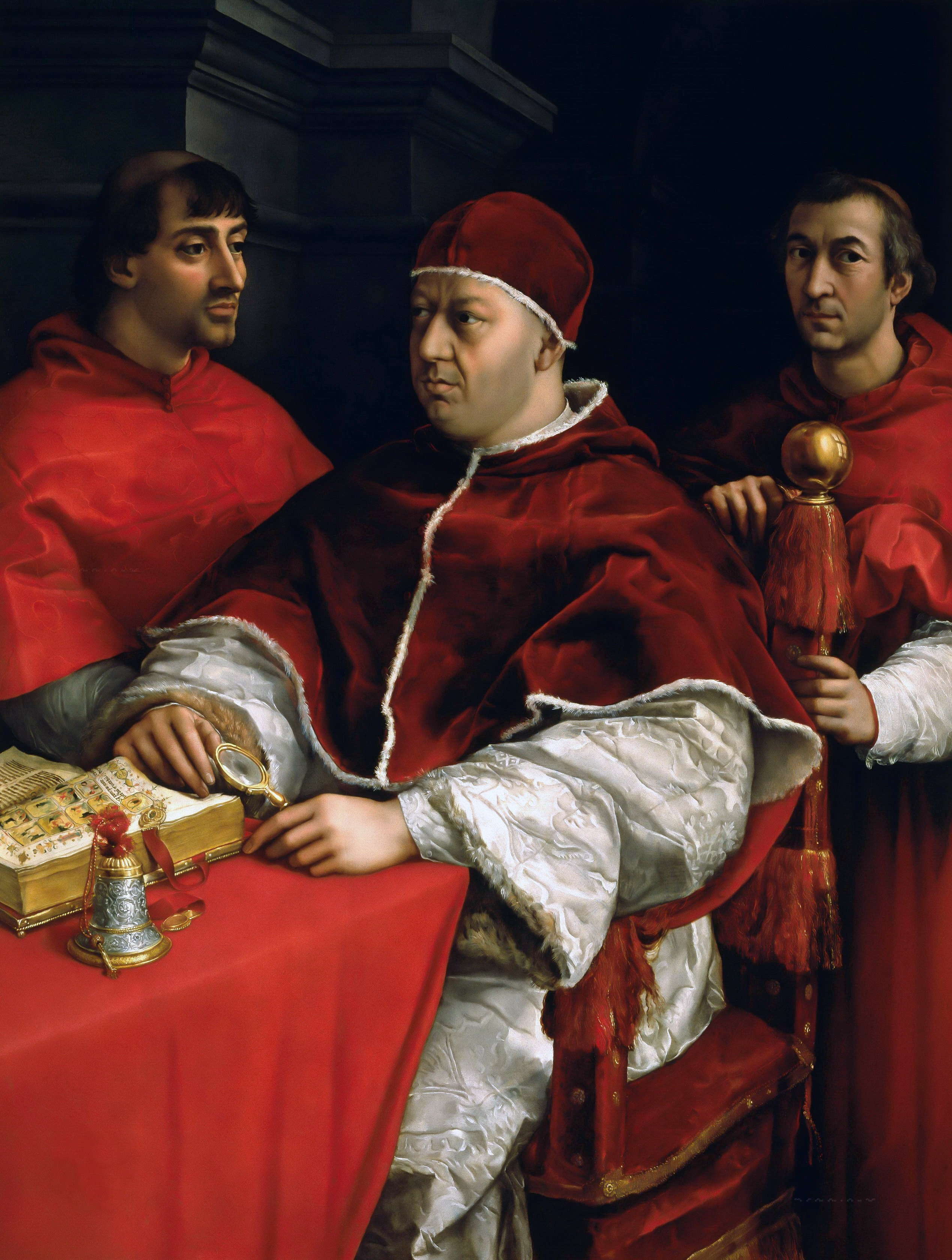
Papst Leo X.

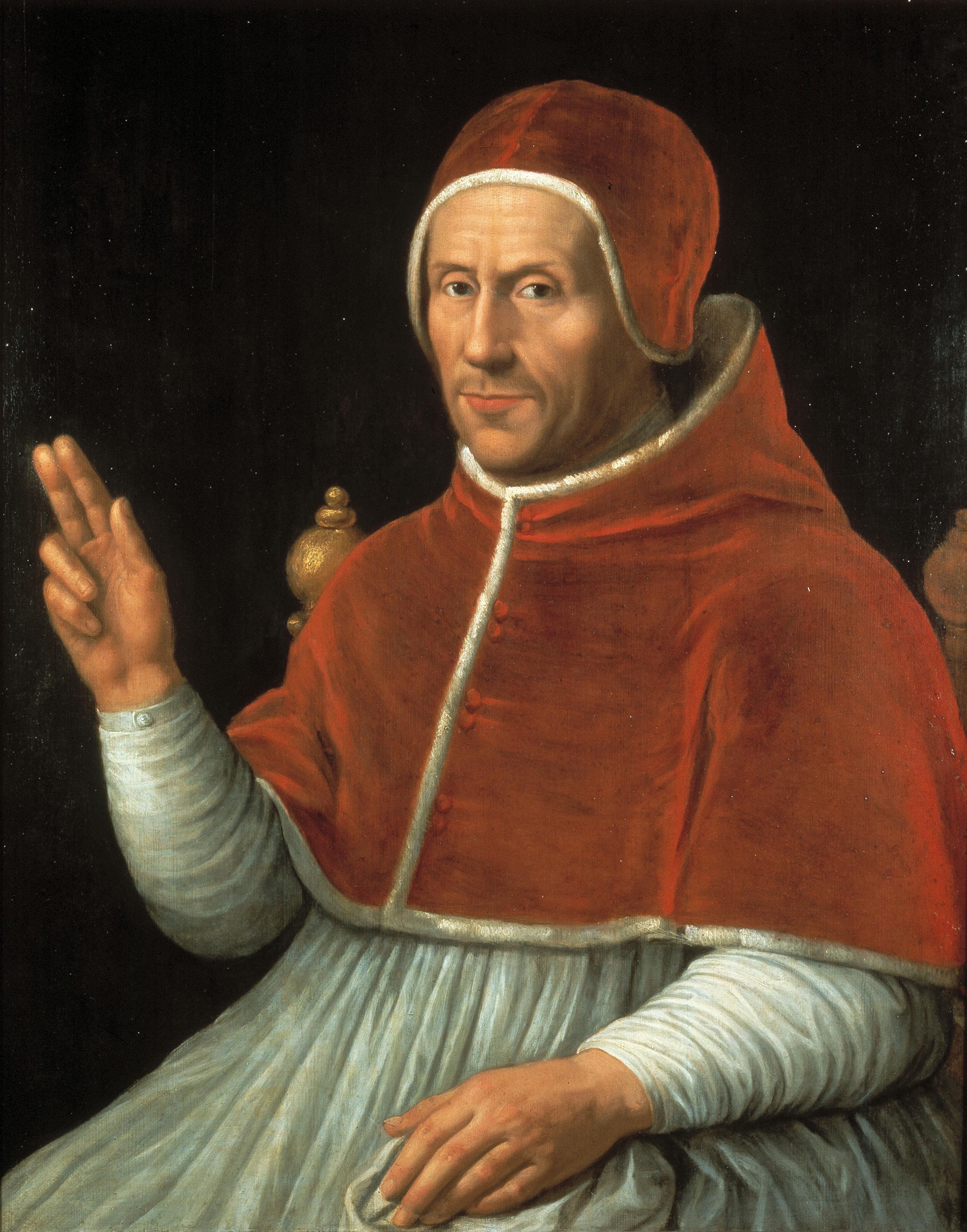
Papst Hadrian VI.

Das Konklave von 1521 war die Wahlversammlung der Kardinäle nach dem Tod von Papst Leo X. und dauerte vom 27. Dezember 1521 bis zum 9. Januar 1522, also 13 Tage. Seine Wahl fiel auf Adrian Florenszoon Dedel, der sich Papst Hadrian VI. nannte.

## Geschichte
Das Kardinalskollegium umfasste zu Konklavebeginn 48 Mitglieder. 9 Kardinäle hielten sich zur Zeit des Konklaves nicht in Rom auf, so dass das Konklave 39 Teilnehmer zählte.
Die Kardinäle des Konklaves waren von drei Päpsten kreiert worden:
- Leo X.: 28 Kardinäle
- Julius II.: 5 Kardinäle
- Alexander VI.: 6 Kardinäle

Erst 26 Tage nach dem Tode des Papstes wurde das Konklave im Vatikan eröffnet und schon am vierten Tag wurden die Lebensmittel der Kardinäle auf Brot und Wein herabgesetzt. Erst in eine französische und eine kaiserliche Partei gespalten, spalteten sich die Konklaveväter schließlich in die Fraktion der jungen und der alten Kardinäle. Wenn die kaiserliche Partei auch stärker als die Franzosen war, so reichte die Stimmzahl doch nicht für eine Mehrheit. Nach dem 10. Wahlgang schlug Kardinal Giulio de’ Medici die Wahl eines abwesenden Kardinals vor und benannte Adrian Florenszoon Dedel, der sich in Spanien aufhielt und nicht am Konklave teilnahm. So wurden drei Kardinäle mit der Überbringung der Wahl beauftragt, die der neue Papst am 8. März 1522 annahm.

## Teilnehmer
- Kardinaldekan: Bernadino López de Carvajal
- Kardinalsubdekan: Domenico Grimani
- Francesco Soderini
- Alessandro Farnese
- Niccolò Fieschi
- Antonio Maria Ciocchi del Monte
- Marco Carnaro
- Sigismondo Gonzaga
- Pietro Accolti
- Achille Grassi
- Matthäus Schiner
- Lorenzo Pucci
- Giulio de’Medici
- Innocenzo Cibo
- Giovanni Piccolomini
- Giovanni Domenico De Cupis
- Raffaele Petrucci
- Andrea della Valle
- Bonifacio Ferrero
- Giovanni Battista Pallavicino
- Scaramuccia Trivulzio
- Pompeo Colonna
- Domenico Giacobacci
- Lorenzo Campeggio
- Ferdinando Ponzetta
- Silvio Passerini
- Francesco Armellini Pantalassi de’ Medici
- Tommaso de Vio Caetano OP
- Egidio Canisio de Viterbo OSA
- Cristoforo Numai O.Min.
- Gualterio Raimundo de Vich
- Franciotto Orsini
- Paolo Emilio Cesi
- Alessandro Cesarini
- Giovanni Salviati
- Niccolò Ridolfi
- Ercole Rangoni
- Agostino Trivulzio
- Francesco Pisani

## Abwesende Kardinäle
- François Guillaume de Castelnau de Clermont-Lodève
- Matthäus Lang von Wellenburg
- Thomas Wolsey
- Louis de Bourbon-Vendôme
- Adrian Florenszoon Dedel
- Afonso de Portugal
- Albrecht von Brandenburg
- Jean de Lorraine-Guise
- Erard de La Marck